# MCLOS
MCLOS (skrót od Manual Command to Line of Sight – ręczne kierowanie po linii obserwacji) – metoda naprowadzania pocisków kierowanych pierwszej generacji.
Metoda ta polega na ręcznym naprowadzaniu pocisku na cel. Operator po odpaleniu pocisku obserwuje jego tor lotu oraz cel i steruje pociskiem (np. z użyciem joysticka) w taki sposób, aby obserwowany cel i pocisk znalazły się w jednej linii względem operatora. Wszelkie odchylenia lotu pocisku korygowane są przez operatora ręcznie. W celu efektywnego użycia pocisków kierowanych w ten sposób, niezbędna jest możliwość obserwowania przez operatora celu jak i pocisku (który w tym celu wyposażony jest w źródło światła ułatwiające dostrzeżenie pocisku).

## Pociski kierowane metodą MCLOS
- VB-1 Azon
- Ruhrstahl SD 1400 X
- Henschel Hs 293
- Wasserfall
- Nord SS.11
- Blowpipe
- 9M14 Malutka (wczesna wersja)